# Brian Downey (batteur)
Cet article concerne le musicien Brian Downey. Pour l'acteur, voir Brian Downey (acteur). Pour les autres significations, voir Downey (homonymie).

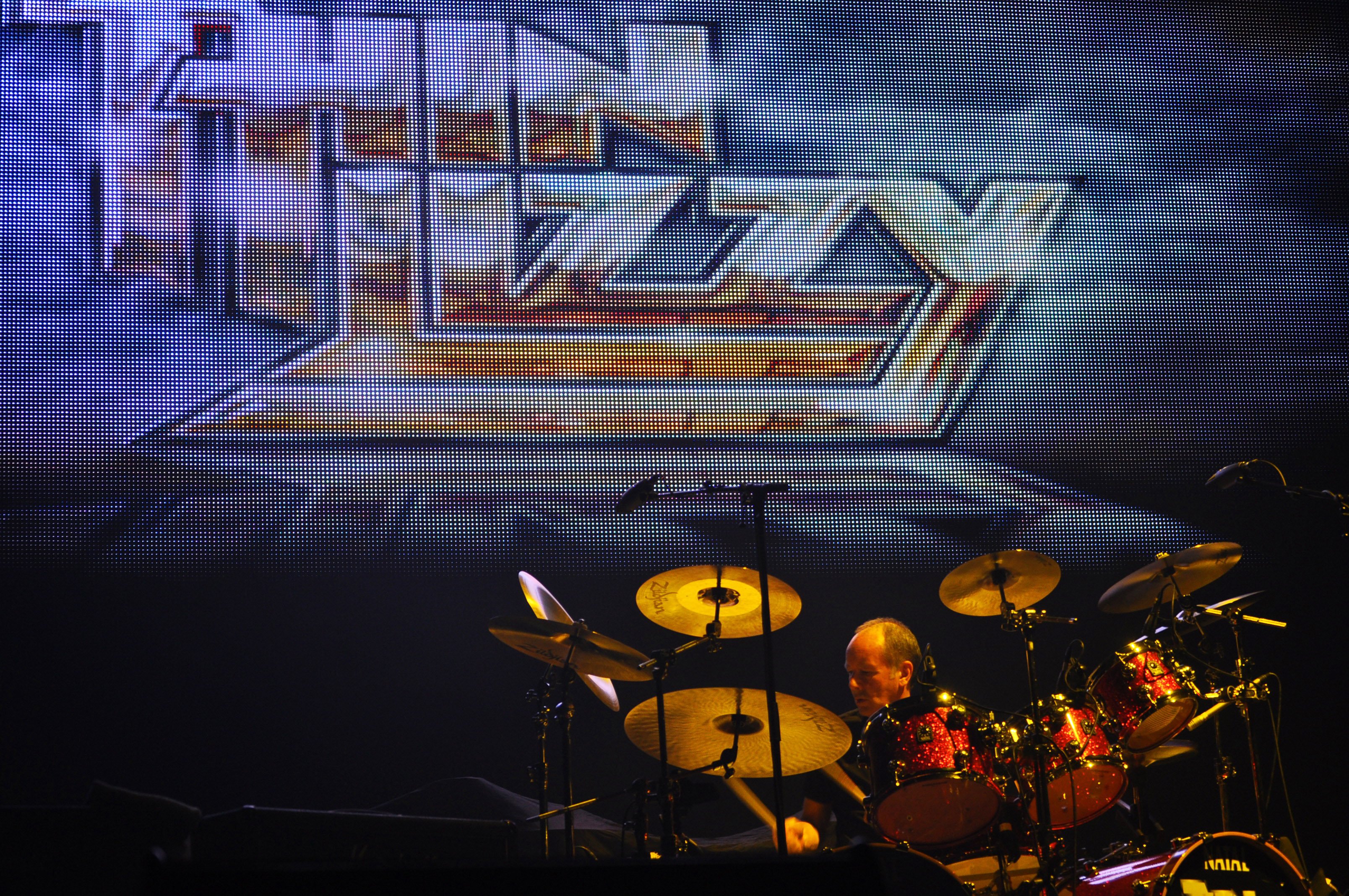
Brian Downey à Tours en 2011.

Brian Downey, né le 27 janvier 1951 à Dublin, est le batteur de Thin Lizzy de 1970 à 1983 et aussi maintenant depuis 2010. Mais avant cela, il fit partie du groupe Black Eagles aux côtés de Phil Lynott, puis des Sugar Shack. À la fin de l'année 1969, Phil Lynott et Brian Downey se retrouvent et décident de monter un nouveau groupe : Orphanage.

## Discographie

### Thin Lizzy
- 1970 : The Farmer (Single)
- 1971 : Thin Lizzy
- 1971 : New Day (Mini-album 4 titres)
- 1972 : Shades Of A Blue Orphanage
- 1972 : Whisky in the jar (Single)
- 1973 : Randolph's tango (Single)
- 1973 : Vagabonds Of The Western World
- 1974 : Little Darling (Single)
- 1974 : Night Life
- 1975 : Fighting
- 1976 : Jailbreak
- 1976 : Johnny The Fox
- 1977 : Bad Reputation
- 1978 : Live and Dangerous
- 1979 : Black Rose - A Rock Legend
- 1980 : Chinatown
- 1981 : Trouble Boys (Single)
- 1981 : Renegade
- 1983 : Thunder and Lightning
- 1983 : Life